# عبد الله باثيلي
عبد الله باثيلي (من مواليد سنة 1947) هو سياسي ودبلوماسي سنغالي. شغل منصب الأمين العام لحزب العصبة الديمقراطية / حركة حزب العمل لمدة طويلة، خدم في حكومة السنغال كوزير للبيئة من 1993 إلى 1998 ثم وزيرًا للطاقة من 2000 حتى عام 2001. عمل بعدها دبلوماسيًا لدى الأمم المتحدة، ومنذ عام 2014 كان الممثل الخاص للأمين العام للأمم المتحدة في وسط إفريقيا، ثم ابتداءا من شهر سبتمبر 2022 أصبح مبعوث الأمم المتحدة إلى ليبيا.وفي شهر أبريل 2024 قدّم استقالته كمبعوث للأمم المتحدة إلى ليبيا مبرراً قراره بأن الظروف الحالية لا تمنح المنظمة الدولية أي وسيلة للتحرك بنجاح.

## سيرة شخصية
ولد باثيلي في تيابو في مقاطعة باكل شرق السنغال.

### تعليمه
تحصل على درجة الدكتوراه من جامعة برمنغهام في بريطانيا ودكتوراه الدولة من جامعة الشيخ أنتا ديوب في السنغال. كتب ونشر العديد من الأعمال حول التاريخ والسياسة الأفريقية، بما في ذلك كتاب مايو 68 في داكار: الثورة الجامعية والديمقراطية سنة 1992 (بالفرنسية: Mai 68 à Dakar la révolte universitaire et la Démocratie)‏ وكتاب الجيش والعسكرة في إفريقيا سنة 1998.

### سياسة
بعد أن شغل منصب السكرتير الثالث للعصبة الديمقراطية مسؤولا عن الصحافة والعلاقات الخارجية، تم انتخابه أمينًا عامًا للحزب في مؤتمره الأول في 6-7 أبريل 1984، خلفًا لباباكار سانيه. كان مرشح الحزب في الانتخابات الرئاسية في فبراير 1993، وحصل على المركز الرابع بنسبة 2.41٪ من الأصوات. في الانتخابات النيابية التي جرت في فبراير 1993، انتخب نائباً في الجمعية الوطنية السنغالية. ثم شغل منصب وزير البيئة وحماية الطبيعة من 1993 إلى 1998 في عهد الرئيس عبدو ضيوف.
أعيد انتخاب باثيلي لعضوية الجمعية الوطنية في الانتخابات البرلمانية عام 1998 . قام بتأييد مرشح المعارضة عبد الله واد مع حزبه في الانتخابات الرئاسية لعام 2000، وبعد فوز عبد الله واد عُين باثيلي وزيرًا للطاقة والثروة المائية في أبريل 2000، وبقي في هذا المنصب حتى مايو 2001. تم انتخابه مرة أخرى لعضوية الجمعية الوطنية للسنغال في الانتخابات البرلمانية في أبريل 2001  عن مقاطعة باكل التي ينحدر منها  كمرشح عن إئتلاف سوبي الحاكم،  وأصبح النائب الثالث لرئيس مجلس الأمة. لاحقا، ازداد الخلاف بين العصبة الديمقراطية / حركة حزب العمل مع عبد الله واد، وقاد باثيلي تصويتًا في الجمعية الوطنية ضد العفو عن الأفراد المتورطين في اغتيال نائب رئيس المجلس الدستوري باباكار سي عام 1993. قام بعد ذلك عبد الله واد بإقالة وزراء حزب العصبة الديمقراطية حركة حزب العمال من الحكومة في مارس 2005  وغادر الحزب ائتلاف سوبي، ودخل في المعارضة.
خاض باثيلي ترشيحه مرة أخرى في الانتخابات الرئاسية في فبراير 2007 كمرشح عن إئتلاف جوبانتي سنغال، واحتل المركز السادس بنسبة 2.21٪ من الأصوات، وفقًا للنتائج الرسمية. رفضت حملة باثيلي النتائج وزعمت أن هناك عيوبًا في عملية التصويت، قائلة إنه يمكن تسجيل الشخص أكثر من مرة، وأن الحبر المستخدم في التصويت، والذي كان من المفترض ألا يمحى، يمكن غسله. وبمعية مرشح الحزب الاشتراكي عثمان تانور دينغ، قدم باثيلي استئنافًا بشأن الانتخابات، لكن طعونهم رفضها المجلس الدستوري.
احتجزته الشرطة لفترة وجيزة في أواخر يناير / كانون الثاني 2007، مع قادة معارضة آخرين، بعد مشاركته في مظاهرة ممنوعة بشأن تأجيل الانتخابات البرلمانية حتى يونيو / حزيران.
بعد تشكيل حكومة ضمت كريم ويد، نجل عبد الله واد في 1 مايو 2009، انتقد باثيلي عبد الله واد لإدارته البلاد من خلال ما سماه إدارة الأسرة، وقال إن السنغال تتفوق على كل الأرقام القياسية من حيث سوء الحكم. انا اخجل من بلدي. بالإضافة إلى ذلك، انتقد خطط لخلق منصب نائب الرئيس، قائلاً إن هذا المنصب غير ضروري ولا معنى له؛ وجادل بأنه سيتم استخدامه فقط من قبل وايد لضمان الخلافة الملكية.
دعم باثيلي مرشح المعارضة ماكي سال في الانتخابات الرئاسية في فبراير ومارس 2012 . فاز سال في الانتخابات. بعد بضعة أشهر من توليه منصبه، عين باثيلي وزيرًا للدولة في الرئاسة في 1 أغسطس 2012.
في 8 يوليو 2013، أعلن الأمين العام للأمم المتحدة بان كي مون تعيين باثيلي نائباً لممثله الخاص في بعثة الأمم المتحدة المتكاملة المتعددة الأبعاد لتحقيق الاستقرار في مالي (مينوسما). بعد أقل من عام، في 30 أبريل 2014، أعلن بان كي مون تعيين باثيلي كممثل خاص له لوسط أفريقيا ورئيس مكتب الأمم المتحدة الإقليمي لوسط أفريقيا (UNOCA) في ليبرفيل، الغابون.
قبل احتجاج المعارضة في ليبرفيل في 20 ديسمبر 2014، قدم باثيلي دعوة إلى الحوار، محذرًا من احتمال حدوث أزمة عميقة.
في مايو 2015، ترأس باثيلي منتدى بانغي الوطني، وهو مؤتمر للمصالحة الوطنية نظمته الحكومة الانتقالية لجمهورية إفريقيا الوسطى. كان الغرض من منتدى بانغي الوطني هو الجمع بين مواطني إفريقيا الوسطى من جميع المناطق والخلفيات لإيجاد حلول دائمة لسنوات من عدم الاستقرار السياسي المتكرر في البلاد.
في سبتمبر 2022، بعد أشهر على شغور المنصب، عيّنه الأمين العام للأمم المتحدة أنطونيو جوتيريش مبعوثا للأمم المتحدة إلى ليبيا.
في أبريل 2024، قدّم المبعوث الأممي في ليبيا، عبدالله باثيلي، استقالته للأمين العام للأمم المتحدة، أنطونيو غوتيريش، مصرحاً سببَ استقالته "أنانية" القادة الليبيين وتفضيل مصلحتهم الشخصية على مصلحة ليبيا.